# آخرین واگن (فیلم ۱۹۵۶)
آخرین واگن (انگلیسی: The Last Wagon) فیلمی در ژانر وسترن به کارگردانی دلمر دیوز است که در سال ۱۹۵۶ منتشر شد.

## داستان
بعد از حمله آپاچی‌ها به قطار حامل مهاجران، تنها تعداد انگشت شماری از آن‌ها زنده می‌مانند. آن‌ها جان خود را به دست‌های کومانچی تاد، مردی سفید پوستی که بیشتر زندگی خود را با کومانچی‌ها زندگی کرده‌است می‌سپارند.

## بازیگران
- ریچارد ویدمارک در نقش کومانچی تاد
- فلیشا فر در نقش جنی
- سوزان کنر در نقش جولی نورمند (دختر سرهنگ نورمند)
- تامی رتیگ در نقش بیلی (برادر کوچک‌تر جنی)
- نیک آدامز در نقش ریج
- داگلاس کندی در نقش سرهنگ نورمن
- جیمز دروری در نقش ستوان کلی
- تیموتی کری در نقش کول هارپر
- کارل بنتون رید در نقش ژنرال الیور او. هاوارد